# أرشيل أرفيلادزه
أرشيل أرفيلادزه هو لاعب كرة قدم جورجي في مركز الهجوم، ولد في 22 فبراير 1973 في تبليسي في جورجيا. شارك مع منتخب جورجيا لكرة القدم. أما مع النوادي، فقد لعب مع طرابزون سبور ونادي الغرافة ونادي دينامو تبليسي ونادي كولن وناك بريدا.

## وصلات خارجية
- أرشيل أرفيلادزه على موقع الاتحاد الدولي (مؤرشف)  (الإنجليزية)
- أرشيل أرفيلادزه على موقع اتحاد تركيا (لاعب) (الإنجليزية)
- أرشيل أرفيلادزه على موقع قاعدة بيانات كرة القدم.إي يو (الإنجليزية)
- أرشيل أرفيلادزه على موقع ناشيونال فوتبول تيمز (الإنجليزية)
- أرشيل أرفيلادزه على موقع Soccerway.com (الإنجليزية)